# Minerva
Minerva (lat. Minerva), bila je rimska boginja, pokrovitelj zanatlija i umetnika, poistovećivana sa grčkom boginjom mudrosti Atinom.
Poštovana je u hramu na Kapitolu zajedno sa Jupiterom i Junonom, čineći tzv. „kapitolsku trijadu“. Tek kasnije ona dobija samostalno svetilište na brdu Aventinu, izvan gradskog atara (extra pomerium). Kult Minerve Aventinske uveden je u Rim tokom punskih ratova, kada je došlo do krupnih promena u društvenom životu Rimljana, a pogotovo do naglog razvoja zanatstva. Pored stočara i zemljoradnika, sve značajniju ekonomsku ulogu tada dobijaju zanatlije i trgovci, koji se okupljaju u profesionalna udruženja, tražeći i među bogovima sebi zaštitnike i pokrovitelje.

## Mitologija
Za nju je vezan praznik Kvinkvatri (Quinquatrus maiores — 19. marta). To je prvobitno bila jednostavna svetkovina u čast boga Marsa i Minerve, ali je slavljenje vremenom produženo na pet dana (otuda i njegov naziv, ili zato što je održavan na quintus, peti dan o Ida). Prvog dana slavlja, koji je poštovan kao Minervin rođendan, prinosili su joj beskrvnu žrtvu (kolače od brašna, ulja i meda), a sledeća tri dana su priređivane gladijatorske igre u čast Minerve kao boginje rata, čime su joj pripisivani atributi boga Marsa. Poslednjeg dana Kvinkvatri prinosili su joj žrtve pripadnici raznoraznih zanatskih udruženja (lekari, obućari, pekari, tkači, drvodelje, učitelji, slikari, skulptori, pesnici, igrači i svirači truba i frula). Mesto održavanja ove ceremonije vezuje se za Atrium sutorium, objekat čije ime upućuje na radionice gde se proizvodila i prodavala obuća (sutor), a to je najverovatnije bila zanatska četvrt nedaleko od Foruma, na mestu gde je drevna ulica Argiletum napuštala centralni gradski trg, gde će kasnije biti podignut Forum Transistorum (Prolazni trg). Tuda je išla i poznata trgovačka ulica Vicus Sandalarius, čiji naziv već sam govori o kojem se zanatu radi. U izvorima se ovaj dan vazuje i za ritualno očišćenje truba (lustrum), koje se inače održavalo uvek za praznik Tubilustrum (23. marta i 23. maja). Osim toga, pošto je po starom rimskom kalendaru mart bio poslednji mesec u godini, u to vreme se okončavala i školska godina, pa je Quinquatrius bio istovremeno i đački praznik (feriae). Učitelji su poštovali Minervu kao svoju zaštitnicu, a na taj dan su im đaci donosili godišnju školarinu (minerval).
Postojao je i praznik „mali Kvinkvatri“ (Quinquatrus minores /minusculae/ — 13. juna), posvećenih Jupiteru i Minervi, koje je naročito svečano obeležavalo udruženje frulaša (v. tibicines). Njegovi članovi su u dugoj odeći i sa maskama na licu prolazili ulicama grada, i na kraju se okupljali ispred Minervinog hrama (koju su smatrali svojom zaštitnicom) i svirali okupljenom narodu. Povodom ovog praznika pozvani su da sviraju na svečanoj gozbi posvećenoj Jupiteru i da obeduju u njegovom hramu na Kapitolu. Kasnije je svetkovanje muzičara produženo na tri dana.
Prikaz poslednjeg dana praznika Kvinkvatra (Quinquatrus maiores) ostavio nam je pesnik Ovidije, kroz tada uobičajeno izjednačavanje Minerve sa Atinom Paladom:
| „ | Dečaci, devojčice, molite se Paladi! Onaj ko bude bogobojažljiv u odnosu na Paladu biće spretan i umešan! Kada su neke devojke izrazile poštovanje prema njoj, naučiše da umekšavaju vunu, da odmotavaju pređu sa preslica. Ta boginja još uči kako se tkački čunak provlači kroz razapete niti na razboju i pomoću nabrdila sabija potka koja se razlabavila. Poštuj je, ti koji skidaš mrlje sa ispranog odela; poštuj je, ti koji pripremaš metalne posude za prokuvavanje vune. Bez dobre volje Palade, niko ne može da navuče cipelu, pa makar bio umešniji od Tihija: čak iako ima spretnije ruke od starog Epeja, ako je Palada neprijateljski raspoložena prema njemu, biće nevešt. I vi koji terate bolest Febovim umećem, dajte boginji malo od onoga što dobijete. I vi učitelji, čak iako ljudi propuste da nagrade vaše usluge, nemojte prezirati tu boginju: ona je ta koja privlači nove đake. Ti koji barataš deltom, ti koji na drvenim pločama razastireš vatrene boje, ti koji, veštom rukom, kamenu daješ skladne oblike: ona je boginja hiljade zanata...(Ovid. Fasti, 3,815—832) | ” |

## Literatura
- Bujuklić, Žika; (2010). Forum Romanum - Rimska država, pravo, religija i mitovi, Beograd.